# Brasil (legendarna wyspa)

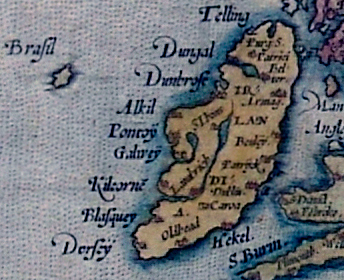
Brasil widoczna na zachód od Irlandii – detal mapy Abrahama Orteliusa z 1572 roku

Brasil, Hy-Brasil – legendarna wyspa na Oceanie Atlantyckim, położona rzekomo na zachód od Irlandii. Nazwa wyspy nie ma etymologicznego powiązania z nazwą Brazylii.
Po raz pierwszy pojawiła się na mapie Angelino Dulcerta z 1325 roku. Jej nazwa prawdopodobnie pochodzi z języka gaelickiego i oznacza „Wyspa szczęśliwa”. Inne teorie próbowały ją wyprowadzić od drzewa brezylki ciernistej, które dało nazwę Brazylii.
Przez wieki Brasil była umieszczana na znacznej części map, pomimo że nie udało się nigdy znaleźć faktów potwierdzających istnienie takiego lądu. W 1486 roku z Bristolu wysłano dwa statki z misją odszukania Brasil, jednak po dwóch miesiącach bezowocnych poszukiwań wróciły one do brzegów Irlandii. Na mapie Johannesa Ruyscha z 1507 roku umieszczono adnotację, że w 1456 wyspa została strawiona przez ogień. Dało to asumpt do spekulacji, że mógł to być obiekt pochodzenia wulkanicznego. Jeszcze w 1873 roku Brasil Rock została umieszczona na mapie brytyjskiej Admiralicji.
Wyspę Brasil wraz z drugim legendarnym obiektem, Wyspą Świętego Brendana, z opisem Magnæ Insulæ Beati Brandani Branziliæ dictæ, uwidoczniono także na kontrowersyjnej mapie Winlandii - tym razem umieszczając ją na środku Atlantyku, na szerokości Półwyspu Pirenejskiego.
Prawdopodobnie opowieść o Brasil ma swoje korzenie w mitologii celtyckiej, w której występuje motyw położonej na zachód od Irlandii krainy szczęścia i nieśmiertelności.